# مایکل بنتون
 مایکل بنتون (انگلیسی: Michael Benton؛ زادهٔ ۹ آوریل ۱۹۵۶) دیرینه‌شناس مشهور بریتانیایی و استادتمامِ دیرینه‌شناسی مهره‌داران در دانشگاه بریستول انگلستان است. علایق پژوهشی مایکل بنتون به طور کلی عبارتند از تنوع‌یافتن حیات در طول زمان، کیفیت سوابق فسیلی، اَشکال مختلف درخت فایلوژنی، انقراض‌های دسته‌جمعی، تکامل اکوسیستم‌ها در دورهٔ تریاس، آرکوسورهای دورهٔ تریاس و منشاء دایناسورها. کانون پژوهش‌های فعلی بنتون شامل انقراض دسته‌جمعی پایان دورهٔ پرمین (بزرگ‌ترین انقراض در تاریخ حیات) و خصوصاً تاثیرات آن بر جانداران خشکی، جنبه‌های کلان در تاریخ‌گذاری درخت حیات، استفاده از روش‌های فایلوژنیک در سنجش کیفیت سوابق سنگی و فسیلی، و مطالعهٔ تکامل کلان (macroevolution) با استفاده از رویکردهای فایلوژنیتکی تطبیقی است.
مایکل بنتون در حال حاضر رئیس دانشکدهٔ علوم زیستی دانشگاه بریستول است.